# HD 201196
HD 201196，又名BD+15 4340，SAO 106853、HR 8088，是一颗恒星，视星等为6.34，位于銀經64.27，銀緯-20.89，其B1900.0坐标为赤經21h 2m 51.4s，赤緯+15° -20.89′ 28″。